# Lecanora garovaglii
Lecanora garovaglii är en lavart som först beskrevs av Körb., och fick sitt nu gällande namn av Alexander Zahlbruckner. Lecanora garovaglii ingår i släktet Lecanora och familjen Lecanoraceae.  Utöver nominatformen finns också underarten cascadensis.